# Daiwa Shōken Group Honsha

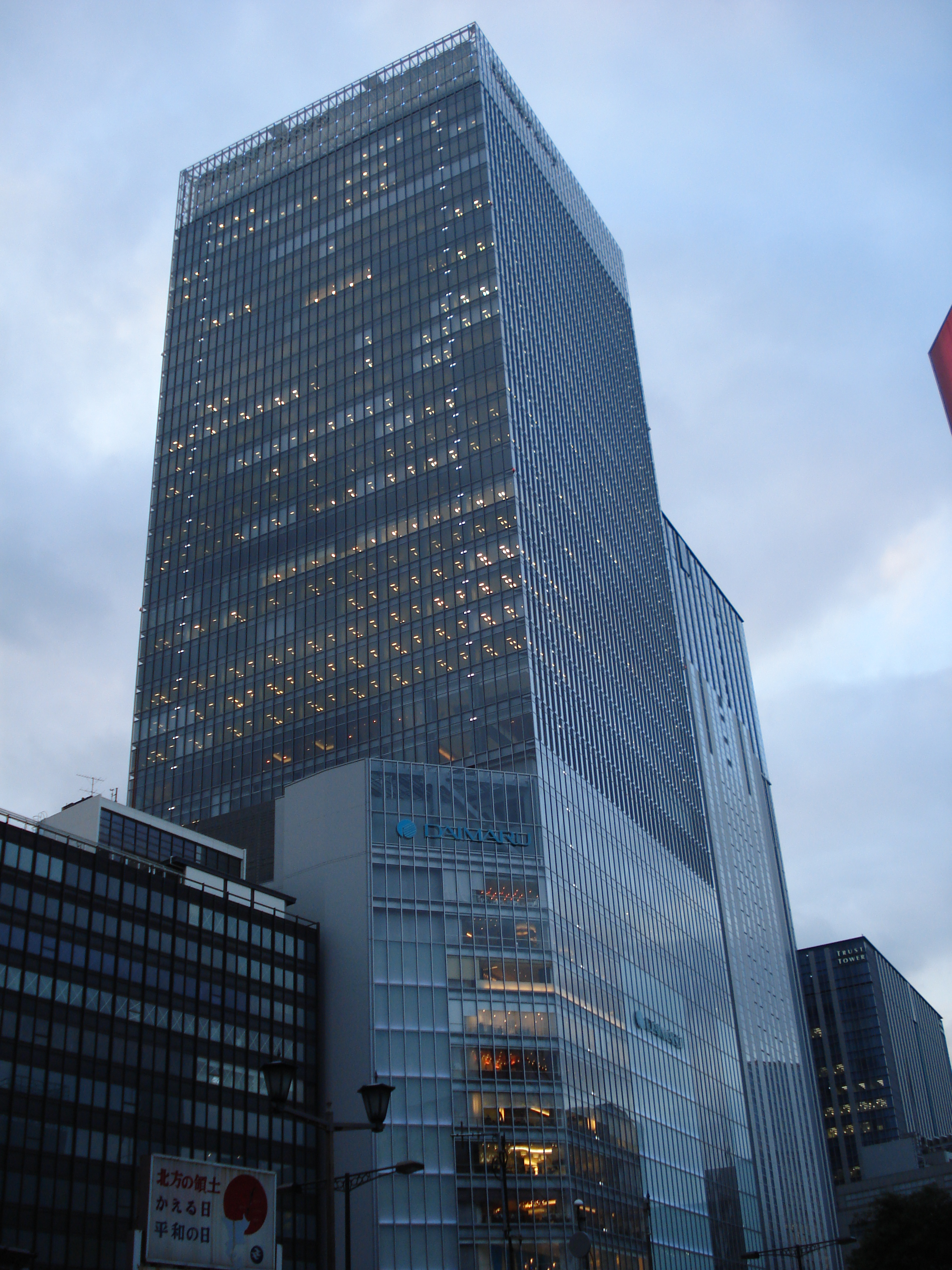
Hauptquartier in Tokyo

K.K. Daiwa Shōken Group Honsha (jap. 株式会社大和証券グループ本社, Kabushiki kaisha Daiwa Shōken Gurūpu Honsha, engl. Daiwa Securities Group Inc.) ist ein japanisches Unternehmen mit Sitz in Tokio.
Als Börsenmakler handelt das Unternehmen mit Wertpapieren.

## Geschichte
Das Unternehmen in seiner heutigen Form geht zurück auf das Jahr 1999, als Daiwa Securities Co. Ltd. als erstes börsennotiertes Unternehmen in Japan, zu einer Holdingstruktur überging und seinen Firmennamen in Daiwa Securities Group Inc. änderte. Daiwa Securities Co. Ltd. entstand 1943 durch die Fusion von Fujimoto Securities Co. Ltd. und Nippon Trust Bank.

## Tochterunternehmen
- Daiwa Securities Co. Ltd.
- Daiwa Asset Management Co.Ltd.
- Daiwa Institute of Research Ltd.
- Daiwa Securities Business Center Co. Ltd.
- Daiwa Facilities Co.,Ltd.
- Daiwa Next Bank, Ltd.
- Daiwa Investment Management Inc.
- Daiwa International Holdings Inc.
- Daiwa Corporate Investment Co., Ltd.
- Daiwa Energy & Infrastructure Co. Ltd.
- Daiwa PI Partners Co. Ltd.
- Daiwa Fund Consulting Co.Ltd.
- Daiwa Real Estate Asset Management Co. Ltd.
- Daiwa Investor Relations Co. Ltd.
- Retela Crea Securities Co., Ltd.
- Fintertech Co. Ltd.
- Daiwa Connect Securities Co., Ltd.
- Good Time Living Co.Ltd.
- Daiwa Food & Agriculture Co. Ltd.
- Daiwa Securities Realty Co. Ltd.
- Global X Japan Co. Ltd.
- DIR Information Systems Ltd.

Tochterunternehmen außerhalb Japans:
- Daiwa Capital Markets America Inc.
- Daiwa Capital Markets Europe Limited
- Daiwa Capital Markets Deutschland GmbH
- Daiwa Corporate Advisory Limited (UK)
- Daiwa Corporate Advisory GmbH (Germany)
- Daiwa Corporate Advisory SAS (France)
- Daiwa Corporate Advisory Srl (Italy)
- Daiwa Corporate Advisory SL (Spain)
- Daiwa Capital Markets Hong Kong Limited
- Daiwa Capital Markets Singapore Limited
- Daiwa Securities Capital Markets Korea Co., Ltd.
- Daiwa Capital Markets Australia Limited
- Daiwa Capital Markets India Private Limited
- Daiwa-Cathay Capital Markets Co., Ltd.
- Daiwa Securities (China) Co., Ltd.
- Myanmar Securities Exchange Centre Co., Ltd.
- DC Advisory (Thailand) Co., Ltd.

Quelle: